# Гойгьол (национален парк)
Гойгьол (на азербайджански: Göygöl Milli Parkı) е национален парк в Азербайджан. Името му идва от едноименното езеро известно със своите прозрачни огледални води, които отразяват околните зелени гори и синьото небе.

## История
Националният парк е създаден на 1 април 2008 г. със заповед на Президента на Азербайджан Илхам Алиев на базата на държавния природен резерват Гойгьол. След като получава статут на национален парк, територията на държавния природен резерват Гойгьол се разраства от 6739 хектара до 12 755 хектара.
Езерото Гойгьол и околните гори са известни със своето изобилие и очарование. Районът винаги е привличал вниманието си заради своята удивителна красота. Така през 1910 - 1912 г. възниква идеята за създаване на резерват в района. Това е и първият държавен природен резерват в Азербайджан (тогава част от СССР). Създаден е през 1925 г., но на по-късен етап е закрит. На 14 юли 1965 г. обаче е възстановен в съответствие с желанието и предложението на обществеността. Това става със Заповед № 475 на Министерския съвет на Азербайджанската ССР.

## Местоположение
Национален парк Гойгьол се намира в западната част на Азербайджан е едноименния район Гойгьол. Намира се в североизточната част на Малък Кавказ, на северния склон на планината Кяпаз при надморска височина 1000 – 3060 m. Обхваща средно- и високопланински местности, горски ливади и алпийски зони. Основната част от националния парк има богата растителност. В района са разпространени планинската гора, планинската степна, суб- и алпийската екосистема и планинско-ливадна растителност.

## Климат
В района преобладава студен климат характерен със суха зима. Средната годишна температура варира между 4 и 10 градуса. Годишните валежи са 600 – 900 mm.

## Флора
В парка има около 420 вида растения като 20 от тях са ендемични. Планинските гори са разположени на височина от 1100 - 2200 m. Имат много богата растителност и включват около 80 вида дървета и храсти. Основната част от горите са представени от Кестенолистен дъб (на латински: Quercus castaneifolia), Кавказки дъб (на латински: Quercus macranthera), Полски ясен (на латински: Fraxinus angustifolia), Планински ясен (на латински: Fraxinus excelsior), Обикновен габър (на латински: Carpinus betulus), Келяв габър (на латински: Carpinus orientalis), Източен бук (на латински: Fagus orientalis), на латински: Acer velutinum, на латински: Acer cappadocicum, на латински: Tilia dasystyla. От храстовата растителност представители са Неаполитанска мушмула (на латински: Crataegus azarolus), Обикновен кисел трън (на латински: Berberis vulgaris), Обикновен дрян (на латински: Cornus mas), Чашкодрян (на латински: Euonymus europaeus), на латински: Rubus fruticosus,

## Фауна
Съществуват няколко ендемични вида птици, от които тези на брадатия лешояд, египетския лешояд, бухал, черен кълвач, авлига, имелов дрозд, гълъб хралупар, горски бекас, горска чучулига, ням лебед, пъдпъдък, на латински: Poecile hyrcanus, ням лебед, колхидски фазан
Каспийският тигър (Panthera tigris virgata) в миналото е обитавал тези планини, но днес подвидът е изчезнал. Сходно е и положението с персийския леопард (Panthera pardus saxicolor). Единични екземпляри обитават горите на Азербайджан, но не съществуват сигурни сведения дали редкия подвид се среща тук.
Други големи бозайници тук са рисът, кафявата мечка, дива свиня, вълк, златист чакал, тръстикова котка, червена лисица, сърна, язовец.

## Галерия
- Изгледи от Национален парк Гьойгьол
- Коне
- Алпийски изглед от парка
- Ням лебед
- Езерото Гьойгьол
- Водопади